# 岛县
，或艾蘭郡，是美国华盛顿州皮吉特湾上的一個郡，成立於1853年1月6日，面積1,340平方公里。根据2020年美國人口普查，共有人口86,857人，是西雅圖都會區的一部分。縣治庫珀維爾，最大城市橡港市。
該郡由兩座大島—卡梅諾島和惠德比島，和七座小島所組成，縣名也由此而來。1852年12月22日島郡從瑟斯頓郡獨立出，由俄勒岡領地的立法机关頒定，是為華盛頓州第八老的郡。原本該郡包含現在的史諾霍米須郡、斯卡吉特县、霍特科姆县和圣胡安县。

## 地理
根據美国人口普查局，本郡的總面積為1,340平方（517平方英里），其中陸地面積占540平方（208平方英里）、水域面積占800平方（309平方英里） （59.7%）。該郡是華盛頓州面積第一小的郡。

### 地理特色
- 普吉特湾
- 胡安·德·富卡海峡
- 惠德比島
- 卡梅諾島
- 薩拉托加水道（英语：Saratoga Passage）

### 毗鄰郡
- 北－斯卡吉特县
- 東－史諾霍米須郡
- 西南－基沙普縣
- 西－傑佛遜縣
- 西北－圣胡安县

### 國家保護區
- 太平洋西北步道（部分）
- 伊貝登陸國家歷史保護區（英语：Ebey's Landing National Historical Reserve）（部分）

## 資料來源
1. ↑  民政部地名研究所 (编). . . 北京: 中国社会出版社: 1207. 2017-05. ISBN 978-7-5087-5525-0. OCLC 1121629943. OL 28272719M. NLC 009152391.（简体中文）
2. ↑  . United States Census Bureau.   [2014-01-07]. （原始内容存档于2011-07-12）.
3. ↑  . National Association of Counties.   [2011-06-07].
4. ↑  Reinartz, Kay.  (PDF): 2.   [2007-12-30]. （原始内容 (PDF)存档于2007-12-01）.
5. ↑  . United States Census Bureau. 2011-02-12  [2011-04-23].

## 外部連結
- （英文） 官方網站
- （英文） 艾兰县交通局 （页面存档备份，存于）
- （英文） 艾兰县觀光網站 （页面存档备份，存于）